# Ordonnance de clôture
 (mars 2024).
Si vous disposez d'ouvrages ou d'articles de référence ou si vous connaissez des sites web de qualité traitant du thème abordé ici, merci de compléter l'article en donnant les références utiles à sa vérifiabilité et en les liant à la section « Notes et références ».
L’ordonnance de clôture est une décision prise par un magistrat dans des procédures civiles, administratives ou pénales, ayant pour effet ou pour objet, d'une part de clore la période de mise en état de l'affaire et d'autre part de renvoyer le dossier devant le juge du fond aux fins de jugement.

## Ordonnance de clôture en droit français

### En procédure civile
L'ordonnance de clôture n'existe que pour les affaires dans lesquelles la représentation par avocat est obligatoire. Ceci concerne par exemple les dossiers de construction, de responsabilité médicale, etc. 
Ne sont donc pas concernées les matières où la « procédure orale » est utilisée : affaires familiales, affaires du tribunal d'instance, affaires du tribunal des affaires de sécurité sociale (TASS), etc.
Après la mise en état de la procédure sous l'égide du juge de la mise en état, ce dernier prononce la fin de la mise en état et le renvoi de l’affaire devant la formation de jugement par l'ordonnance de clôture (articles 779 et 782 du code de procédure civile). Il s'agit d'une mesure d'administration judiciaire qui ne peut faire l'objet d'aucun recours. La révocation de l'ordonnance de clôture est néanmoins possible si l'une des parties invoque un fait grave ou un cas de force majeure (article 784 du code de procédure civile).
Dans la pratique, cette ordonnance est notée « OC ».
Voir :
- Article 779 du code de procédure civile
- Articles 782 à 784 du code de procédure civile

### En procédure pénale
Lorsque le juge d'instruction estime que l'information est terminée, il en informe les parties, qui ont certains délais pour faire des demandes d'actes.
Par la suite, que ces actes aient été ordonnés ou non, le juge d'instruction ordonne la clôture de l'information par une « ordonnance de règlement ».
Voir :
- Article 175 du code de procédure pénale

## Sources
- Définition sur Dictionnaire-juridique